# L'Amour en fuite
L'amour en fuite é um filme francês de 1979, um drama dirigido por François Truffaut.
É o último filme com o personagem Antoine Doinel. É um filme feito para os apreciadores dos filmes anteriores da saga e quehomenageia de maneira carinhosa os outros filmes, trazendo sequências de todos eles em flashback com Antoine e Christine.

## Sinopse

François Truffaut e sua principal atriz e ex-noiva Claude Jade na estreia de seu terceiro filme conjunto, Amor em Fuga, 1979

Após oito anos de vida em comum, Antoine (Jean-Pierre Léaud) e Christine Doinel (Claude Jade) decidem divorciar-se. Aos trinta e cinco anos, Antoine Doinel continua o mesmo adolescente de sempre. Ele se encontra com Christine, sua mulher, para assinarem os papeis do divórcio. Já estão separados há algum tempinho, Antoine e Christine, mas não estão brigados – civilizadamente, maduramente (com certeza graças a ela), se dão bem, dividem as responsabilidade pela criação de Alphonse. Na verdade, eles vão ser o primeiro casal francês a fazer um divórcio amigável. É portanto um acontecimento marcante, e assim, quando saem do prédio do tribunal, são abordados por um pequeno batalhão de repórteres.  Enquanto estão ali na escada diante do tribunal, o advogado que cuidou do caso (Jean-Pierre Ducos) afasta-se do grupo e, na calçada, se encontra com uma colega: Colette (Marie-France Pisier) reconhece o antigo amigo Antoine que fazia anos ela não revia. 
Antoine está agora apaixonado por Sabine (Dorothée), mas continuamente a desaponta. Quando ele quebra a promessa de ver seu filho na estação, uma promessa feita à Christine, ela acha que não deve mais continuar com essa relação.  Em Domicílio Conjugal, Antoine estava escrevendo um livro, um romance bastante autobiográfico; Christine, com sua maturidade, até havia dito para ele: – “Não gosto muito dessa ideia de contar sua adolescência, criticando seus pais, sujando a imagem deles.  Uma obra de arte não pode ser um acerto de contas, senão não é arte.” Colette fica curiosa e vai atrás do livro – que encontra na livraria pertencente ao sujeito pelo qual ela está naquele momento apaixonada, um tal Xavier Barnerias (Daniel Mesguich). Colette agora compra este livro, que tem o título de "salada de amor". Na estação de trem, ela vê Antoine e ambos conversam sobre o livro no trem. A mulher corrige alguns eventos.  Há um lugar no romance em que um homem rasga uma foto. Antoine faz o quebra-cabeça e a mulher na foto é Sabine.  Ele pára por aí, não conta o que aconteceu depois. O que aconteceu depois saberemos através da própria Christine, quando ela ficará finalmente conhecendo Colette, de quem, é claro, tinha ouvido falar muito no passado. Christine e Colette encontram-se quando ambas tentam persuadir Sabine a se reconciliar com Antoine, por quem elas ainda têm grande afeição. Nessa longa conversa com a velha amiga no trem, Antoine fala para Colette a respeito de Liliane (Dani). Liliane, um mulherão, havia surgido na vida dele e de Christine através do violino. Soube que Christine dava aulas de violino e apareceu na casa deles. As duas rapidamente se tornaram amicíssimas, a tal ponto que aquilo passou a incomodar Antoine. É Colette que se apresenta a Christine, dizendo que são do mesmo clube – as ex de Antoine Doinel. Conversam bastante, e então Christine conta que, um belo dia, surpreendeu o marido e a grande amiga Liliane na cama! A relação entre ela e Antoine já estava mesmo desgastada, e eles acabaram se separando. Colette dá Christine o enigma e Christine dá a Antoine. O mostra o quebra-cabeça agora Sabine. Os dois prometem ficar juntos.

## Elenco
- Jean-Pierre Léaud.... Antoine Doinel
- Claude Jade .... Christine Doinel
- Marie-France Pisier .... Colette
- Dorothée ..... Sabine Barnerias
- Dani .... Liliane
- Daniel Mesguich .... Xavier Barnerias
- Julien Bertheau ..... Lucien
- Jean-Pierre Ducos .... avogado de Christine
- Marie Henriau .... juiz divórcio
- Rosy Varte .... mãe de Colette
- Julien Dubois ..... Alphonse Doinel

## Principais prêmios e indicações
Prêmio César 1980 (França)
- Venceu na categoria de melhor música escrita para cinema.

Festival de Berlim 1979 (Alemanha)
- Indicado ao Urso de Ouro.